# 오세영 (배우)
오세영(1996년 7월 21일~)은 대한민국의 배우이다. 뷰티 인사이드 
, 서른, 아홉, VIP, 앨리스 등의 드라마에 다수 출연했다. 내가 죽던 날 등의 영화에도 출연했다.

## 학력
- 천안백석초등학교 (졸업)
- 천안백석중학교 (졸업)
- 천안월봉고등학교 (졸업)
- 중앙대학교 연극과 (학사)

## 참여 작품

### 드라마
- 2018년 JTBC 월화 미니시리즈 《뷰티 인사이드》
- 2018년 네이버 TV 웹 드라마 《고양이의 맛》
- 2018년 네이버 TV 웹 드라마 《한입만》
- 2019년 SBS 월화 미니시리즈 《VIP》
- 2019년 네이버 TV 웹 드라마 《고양이 바텐더》
- 2019년 네이버 TV 웹 드라마 《필수 연애 교양》
- 2019년 네이버 TV 웹 드라마 《당신의 상상은 현실이 된다》
- 2020년 네이버 TV 웹 드라마 《핸드메이드 러브》
- 2020년 SBS 금토 미니시리즈 《앨리스》
- 2022년 JTBC 수목 미니시리즈 《서른, 아홉》
- 2022년 tvN 금토 미니시리즈 《블라인드》
- 2023년~2024년 MBC 저녁 일일연속극 《세 번째 결혼》 ... 강세란 역(†)[6] (본작의 서브 여주인공이자 메인 악녀이며 중간 보스)
- 2024년 tvN 월화 미니시리즈 《선재 업고 튀어》 ... 최가현 역

### 영화
- 악몽
- 백년 후 아무도 없다(단편 영화)
- 내가 죽던 날 - 제과점 직원 1 역

## 연극
- 경성지애
- 시련
- 년 집으로

## 수상 목록
- 2024년 MBC 연기대상 일일드라마 부문 여자 우수연기상